# سيدني إليوت
سيدني إليوت (بالإنجليزية: Sidney Elliott)‏ (1910 بسندرلاند في المملكة المتحدة - ) هو لاعب كرة قدم بريطاني في مركز الهجوم. لعب مع برادفورد سيتي ونادي روتشديل ونوتس كاونتي.